# Térence des ducs
Le Térence des ducs est un manuscrit enluminé contenant une compilation de six comédies du dramaturge latin Térence. Il a été réalisé à Paris vers 1410 pour Louis, duc de Guyenne puis a appartenu à Jean, duc de Berry, qui ont donné leur titre au manuscrit. Il contient 132 miniatures attribuées à quatre enlumineurs différents. Il est actuellement conservé à la Bibliothèque de l'Arsenal sous la cote Ms.664.

## Historique
Le manuscrit est sans doute commandé par Louis de Guyenne, fils du roi Charles VI, mécène et commanditaire de plusieurs manuscrits précieux dont les armes et la devise apparaissent dans les marges du frontispice (« De bien en mieux », f.1v). Il est commandé à plusieurs artistes anonymes travaillant dans des ateliers parisien, les historiens de l'art parvenant à distinguer cinq mains différentes. L'une d'entre elles s'est consacrée exclusivement aux décors de marge de la miniature du frontispice, il s'agit du maître de Bedford, qui a réalisé par ailleurs plusieurs autres manuscrits pour le même commanditaire. Celui-ci meurt à l'âge de 18 ans, son manuscrit passant entre les mains de son grand oncle Jean Ier de Berry. 
Au XVIIIe siècle, le manuscrit est dans la collection de Marc-Pierre de Voyer de Paulmy d'Argenson, puis dans celle de son neveu Antoine-René de Voyer de Paulmy d'Argenson, qui constitue une bibliothèque devenue à la Révolution la bibliothèque de l'Arsenal où il est toujours conservé. Quatre pages enluminées ont disparu à une date indéterminée, deux d'entre elles sont conservées au musée des beaux-arts de Nantes, acquises par la ville en 1814.

## Description
Le manuscrit contient, après une brève description de la vie de Térence (f.2), puis un argument et prologue (f.2v-4), les textes de six comédies entrecoupées de commentaires et de gloses (f.4v-237r) : 
- L'Andrienne ou La Dame d'Andros, à partir du f.4v, enluminé par le Maître de Luçon
- L'Eunuque, f45v, Maître de Luçon
- L'Heautontimoroumenos ou Le Bourreau de soi-même f.90, enluminé par le Maître de la Cité des dames
- Les Adelphes, f.128r, par le Maître des Adelphes, qui tire son nom de convention de ce manuscrit
- Le Phormion, f.167r, par le Maître de Luçon
- La Belle-mère ou L'Hécyre, f.209v par le Maître d'Orose

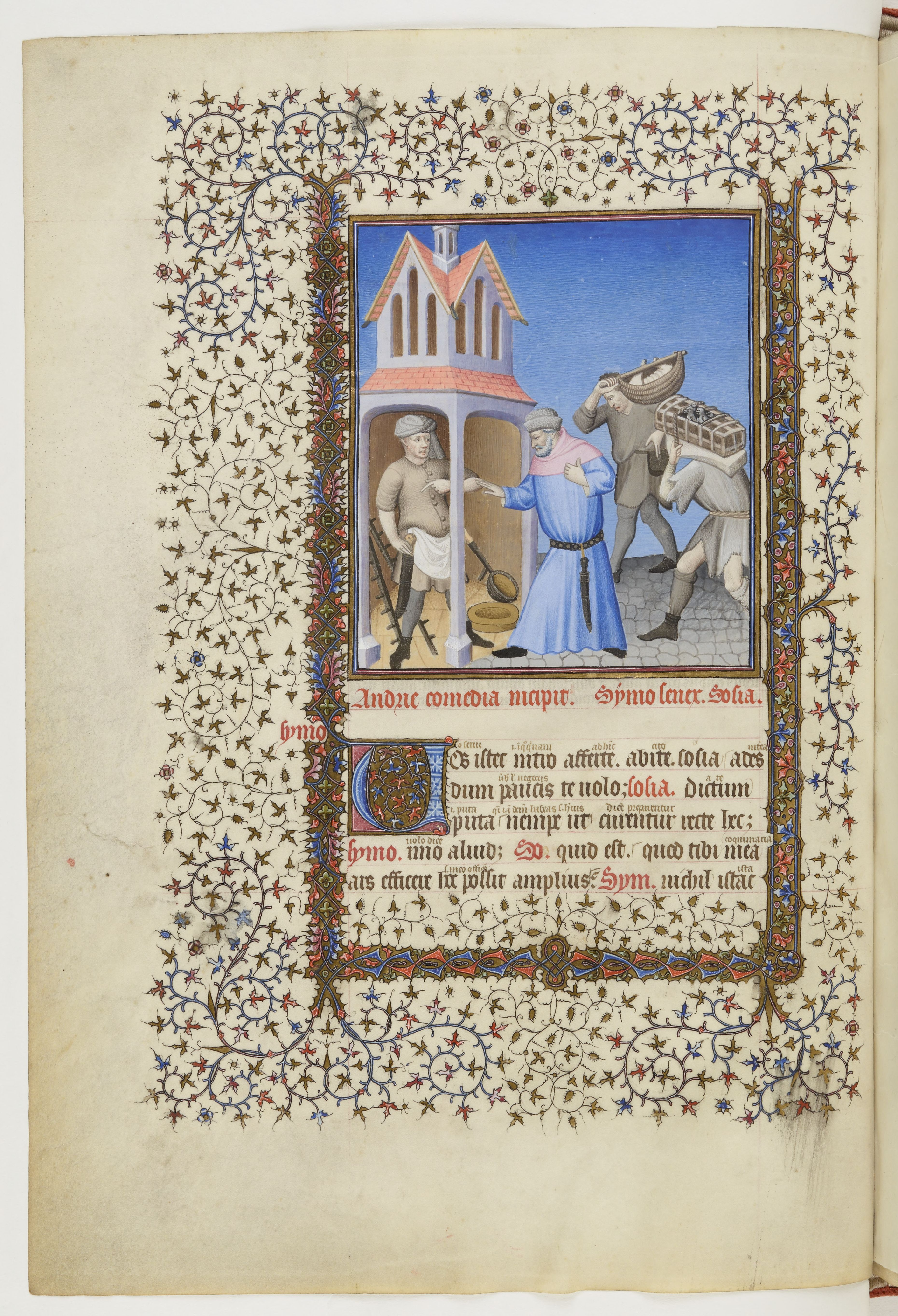
Première miniature de L'Andrienne, f.4v
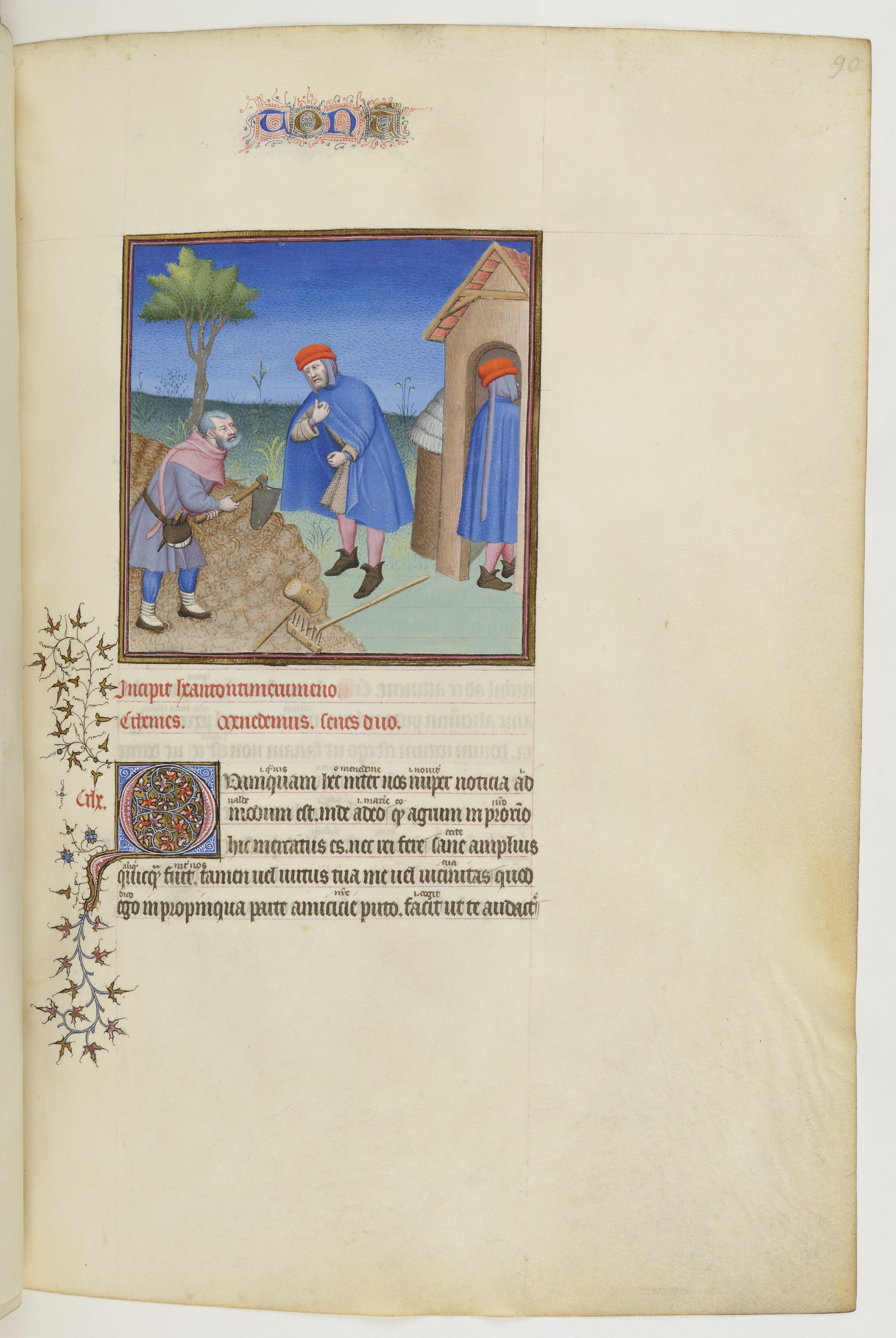
Première miniature de L'Heautontimoroumenos, f.90
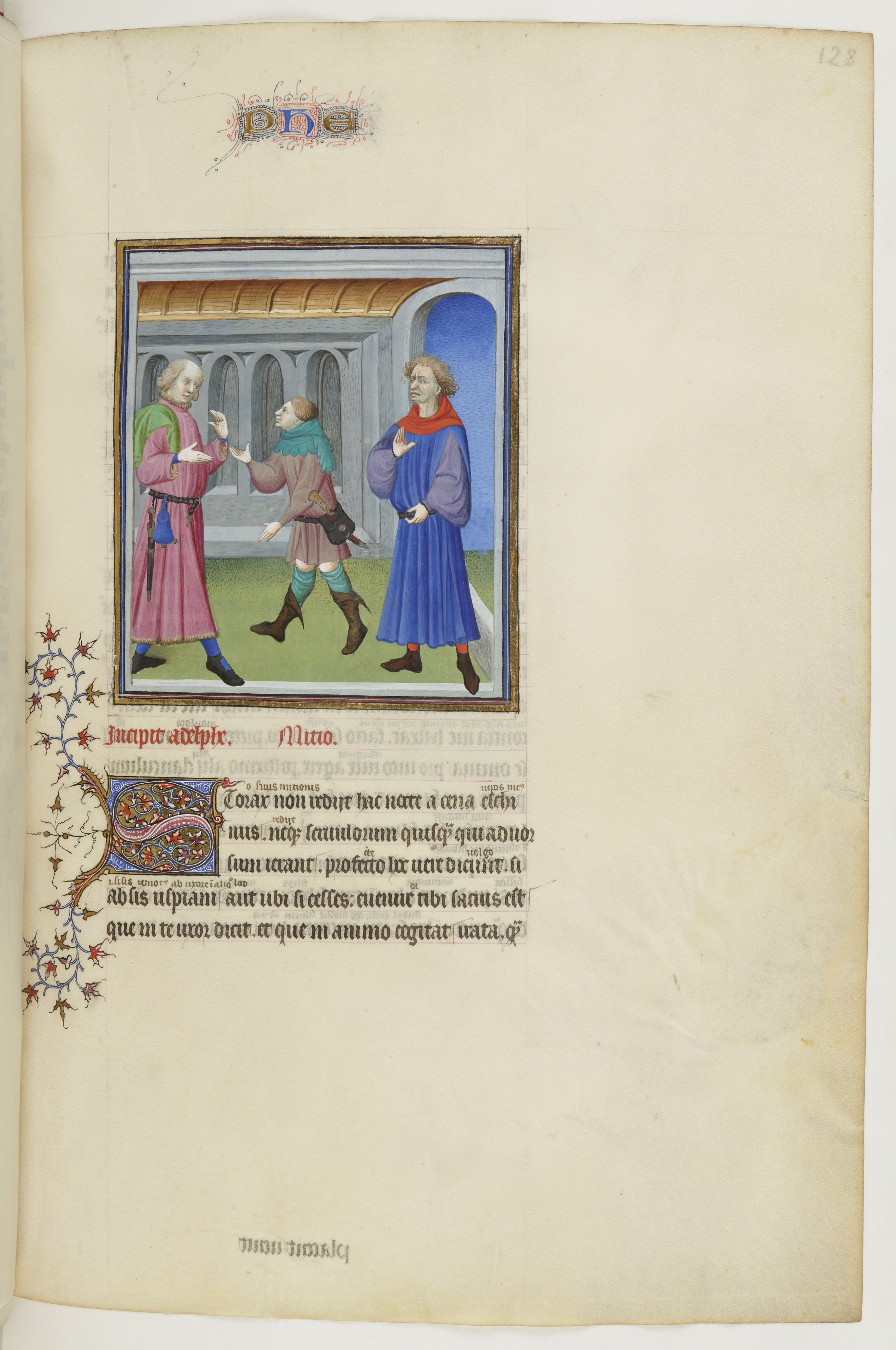
Première miniature des Adelphes, f.128r
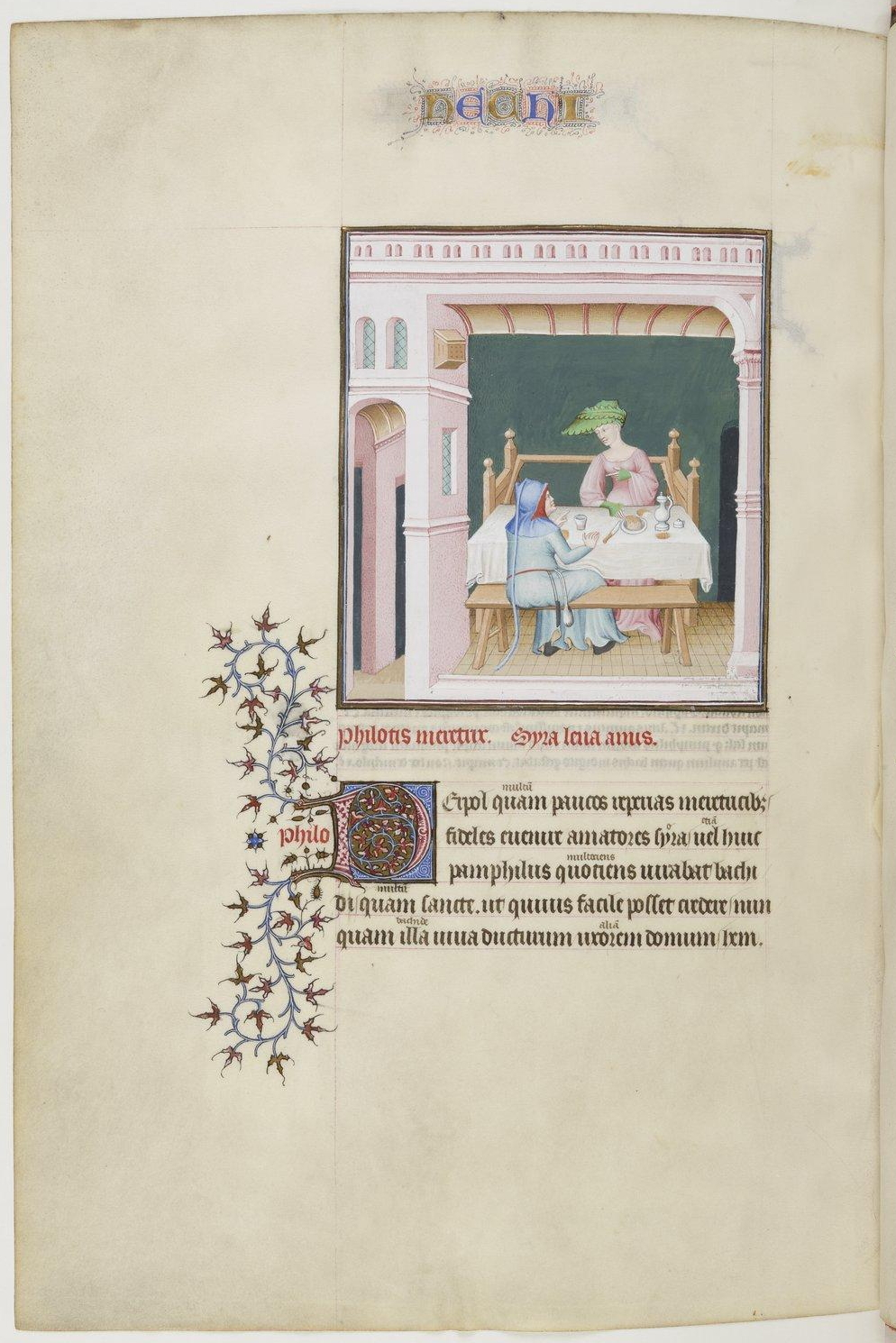
Première miniature de L'Hécyre, f.209v